# Mỹ nhân kế (phim)
Mỹ nhân kế (tựa tiếng Anh: The Lady Assassin) là một bộ phim võ hiệp - cổ trang của Việt Nam do Nguyễn Quang Dũng làm đạo diễn và viết kịch bản. Chuyện phim xoay quanh băng nhóm của Kiều Thị (do Thanh Hằng thủ vai) và các nữ sát thủ trá hình kiều nữ ở Đường Sơn quán: Đào Thị (Ngọc Quyên), Mai Thị (Diễm My 9x) và Liễu Thị (Kim Dung). Họ cướp của người giàu, quan lại tham ô với mong muốn tích góp đủ số tiền để có được cuộc sống như ý.
Bộ phim nhận được rất nhiều sự chú ý từ phía các nhà phê bình và khán giả trong nước ngay từ trong quá trình bấm máy, nhờ có sự tham gia hùng hậu của dàn diễn viên nổi tiếng, cùng ê-kíp thực hiện tên tuổi. Bộ phim đã được trình chiếu dưới hai định dạng 2D và 3D vào ngày 1 tháng 2, tham gia mùa phim Tết 2013 cùng ba bộ phim khác là Nhà có 5 nàng tiên, Bay vào cõi mộng và Yêu Anh! Em Dám Không?.
Bộ phim nhận được nhiều phản ứng trái chiều cho đến tiêu cực từ phía khán giả và các nhà phê bình, khi một số tán dương phần khung cảnh tại Cam Ranh, Khánh Hòa cùng phần trang phục, bối cảnh, trong khi số khác thì cho rằng bộ phim "nhạt" và "mắc khá nhiều lỗi" trong bố cục, diễn biến, các cảnh võ thuật và cách xây dựng hình ảnh nhân vật. Chỉ trong hơn nửa tháng phát hành tại các cụm rạp trên toàn quốc, bộ phim đã đạt doanh thu 52 tỷ đồng, gấp hơn 3 lần kinh phí làm phim (17 tỷ đồng), trở thành một trong những phim có doanh thu cao nhất được ghi nhận tại thị trường phim ảnh Việt Nam. Phần nhạc phim cũng đạt thành công lớn khi ca khúc chính của bộ phim, "Chờ Người Nơi Ấy" do nhạc sĩ Huy Tuấn (nhạc) và nhà báo Hà Quang Minh (lời) sáng tác và trình bày bởi ca sĩ Uyên Linh đã trở thành một trong những ca khúc được yêu thích và phổ biến nhất của năm.
Bộ phim còn được trình chiếu tại Mỹ vào ngày 28 tháng 6 năm 2013, và tại Úc vào ngày 10 tháng 7 năm 2013.

## Nội dung
Bộ phim lấy bối cảnh nước Đại Việt cổ xưa, giữa nơi rừng thiêng nước độc cách xa kinh thành, có một tửu điếm nức tiếng giang hồ mang tên Đường Sơn quán, nơi nổi tiếng hiểm trở, nội bất xuất ngoại bất nhập. Đứng đầu nơi đây là tú bà Kiều Thị (Thanh Hằng) cùng các nữ sát thủ khác là Đào Thị (Ngọc Quyên), Liễu Thị (Kim Dung) và Mai Thị (Diễm My 9x). Kiều Thị lãnh đạo các kỹ nữ chuyên cướp của người giàu, quan lại tham ô với mong muốn tích góp đủ số tiền để có được cuộc sống như ý.
Vì đã cướp một viên xá lị để cống nạp cho triều đình nên Đường Sơn quán gặp phải họa diệt thân. Triều đình cử hai mật thám đến Đường Sơn quán nhằm tìm kiếm viên xá lị, đó là cấm vệ quân Dương Linh (Phạm Anh Khoa) giả chàng chăn dê và Linh Lan (Tăng Thanh Hà) giả nạn nhân của vụ cướp.
Linh Lan là vợ sắp cưới của Tướng quân Quan Du (Lê Thái Hòa) – viên quan phụ trách việc tìm lại viên xá lị và tiêu diệt ổ sát thủ. Để vào được Đường Sơn quán, Linh Lan đã ngụy tạo một vụ cướp, trong đó cô là nạn nhân được Kiều Thị và các kỹ nữ cứu sống. Kiều Thị đã đào tạo Linh Lan thành một nữ sát thủ. Sau một thời gian sống chung với các kỹ nữ, cả hai mật thám đều có cảm tình với Đường Sơn quán.
Dương Linh đã ăn nằm với Mai Thị và phản bội Quan Du. Linh Lan cũng bắt đầu có tình yêu đồng giới với Kiều Thị. Linh Lan hiểu những nỗi niềm sâu kín của các kỹ nữ nên sau khi tìm ra viên xá lị, cô đã muốn tha cho họ một con đường sống. Tuy nhiên, vì nhầm lẫn mà Quan Du đã dẫn quân đến tiêu diệt ổ sát thủ lộng hành. Sau một trận chiến khốc liệt, các kỹ nữ đều bị giết, Dương Linh và Quan Du cũng chết theo, chỉ còn một mình Mai Thị sống sót với đứa con trong bụng.

## Diễn viên
- Thanh Hằng vai Kiều Thị
- Tăng Thanh Hà vai Linh Lan
- Ngọc Quyên vai Đào Thị
- Kim Dung vai Liễu Thị
- Diễm My 9x vai Mai Thị
- Phạm Anh Khoa vai Dương Linh
- Lê Thái Hòa vai Tướng quân Quan Du

## Quá trình sản xuất
Bộ phim ban đầu có tên là Chân dài hành động, một dự án đình đám với hàng chục tập phim hậu trường được phát trên truyền hình kể từ khi dự án này bắt đầu khởi động. Đây cũng là một dự án phim được ấp ủ trong nhiều năm của đạo diễn Nguyễn Quang Dũng. Sau nhiều lần trì hoãn, các mỹ nhân Thanh Hằng, Tăng Thanh Hà phải bỏ ra một thời gian dài để tập luyện võ công, thể lực, tới năm 2012, phim mới có thể bấm máy.
Trong suốt thời gian ghi hình tại nhiều địa điểm ở Cam Ranh, Khánh Hòa, bộ phim đã nhận được nhiều sự chú ý từ phía khán giả và các nhà phê bình nhờ có sự tham gia của các mỹ nhân của ngành giải trí Việt, cùng với dàn ê-kíp tên tuổi như đạo diễn Nguyễn Quang Dũng, phần âm nhạc do nhạc sĩ Huy Tuấn đảm nhận v.v.
Trước khi ra mắt phim, các đoạn video hậu trường của từng nhân vật chính cũng đã được tung ra trên các kênh truyền thông lớn như YouTube, YanTV,...

## Ra mắt
Bộ phim dự kiến ra mắt vào ngày 1 tháng 2 năm 2013, và là một trong bốn phim Việt được tung ra trong mùa phim Tết nguyên đán năm 2013, bao gồm: Nhà có 5 nàng tiên, Bay vào cõi mộng và Yêu Anh! Em Dám Không? của Hãng phim Phước Sang.
Trong ngày đầu ra mắt phim, có đến 10 suất chiếu tại cụm rạp Galaxy và 8 suất chiếu tại cụm rạp MegaStar; phục vụ trung bình mỗi suất chiếu hơn 300 khán giả trên toàn quốc.
Sau ba ngày ra mắt, tức là đến ngày 4 tháng 2, Mỹ nhân kế đã thu về 12 tỷ đồng, và đã bán ra hơn 100.000 vé.

## Đón nhận

### Đánh giá
Bộ phim nhận được sự đánh giá từ trái chiều cho đến tiêu cực từ phía khán giả và giới phê bình.
Đỗ Sen, từ trang web 2Sao.vn, đã phê bình bộ phim vì có "Phần kịch bản yếu kém, phần kỹ xảo còn cho thấy sự yếu kém hơn nữa...", đồng thời cho thấy sự thất vọng về phần xây dựng hình tượng nhân vật và cho rằng phần diễn xuất của Tăng Thanh Hà "nhạt" và "không có đất diễn". Đồng quan điểm, trang VOV Online cho rằng "Nội dung của bộ phim cũng có nhiều chi tiết vô lý..." và "tuy phim quay theo thể phim cổ trang nhưng ngôn ngữ dùng trong phim bị pha tạp ngôn ngữ Trung Quốc và ngôn ngữ hiện đại khá nhiều. Ví dụ như từ "tiểu ca", "lão bà", "cưng"...". Trang vtc.vn chia sẻ quan điểm rằng "Mỹ nhân kế tuy không phải là một phim dở nhưng đây là một trong những tác phẩm mắc khá nhiều lỗi", "thất bại ở sự yếu kém trong cách làm phim 3D" và "là tác phẩm thất bại của đạo diễn vốn được xem là mát tay, với 3-4 phim ăn khách như Nguyễn Quang Dũng".

### Doanh thu
Bộ phim ra mắt vào ngày 1 tháng 2 năm 2013, phục vụ trung bình mỗi suất chiếu hơn 300 khán giả trên toàn quốc.
Sau ba ngày ra mắt, tức là đến ngày 4 tháng 2, Mỹ nhân kế đã thu về 12 tỷ đồng, và đã bán ra hơn 100.000 vé. Ngày 13 tháng 2, doanh thu của phim trở thành con số 35 tỷ đồng.
Nhưng chưa dừng lại đó, đến ngày 17 tháng 2 thì Mỹ nhân kế trở thành phim có doanh thu cao nhất mùa phim Tết 2013 với con số chính thức là 52 tỷ đồng (trong đó 70% doanh thu là từ 3D và 30% là từ 2D). Giúp bộ phim trở thành một trong những sản phẩm điện ảnh có lượng doanh thu cao nhất từng được ghi nhận tại thị trường điện ảnh Việt Nam, chỉ sau phim Kung Fu Panda 2 từng được trình chiếu tại Việt Nam với tổng doanh thu lên tới 56 tỷ đồng. Theo tiết lộ của nhà phát hành Galaxy, doanh thu cao nhất của Mỹ nhân kế trong dịp Tết là vào mùng 5 Tết (lễ Valentine) với 5,5 tỷ đồng, tương ứng với 50.000 lượt người xem.
Bộ phim cũng đã tiếp tục ghi tên tuổi đạo diễn Nguyễn Quang Dũng vào top những bộ phim có lượng doanh thu cao nhất năm cùng với những cái tên đình đám từ các hãng phim khác vào các năm trước đây, cụ thể như:
- Năm 2008: doanh thu cao nhất thuộc về Nụ hôn thần chết với 16 tỷ
- Năm 2009: doanh thu cao nhất thuộc về Giải cứu thần chết hơn 20 tỷ
- Năm 2010: doanh thu cao nhất thuộc về Công chúa teen và ngũ hổ tướng hơn 25 tỷ
- Năm 2011: doanh thu cao nhất thuộc về Long Ruồi đạt 42 tỷ
- Năm 2012: doanh thu cao nhất thuộc về Cưới ngay kẻo lỡ đạt 34 tỷ

Phim cũng đạt doanh thu cao nhất trong mùa phim Tết 2013, cao hơn cả những phim bom tấn nước ngoài được trình chiếu tại Việt Nam trước đây như Avatar (thu về 39 tỷ trong 8 tuần), Kung Fu Panda 2 (2011): 56 tỷ; The Avengers (2012): 47 tỷ và Transformers 3 (2011): 41 tỷ.
Bộ phim còn được trình chiếu tại Mỹ vào ngày 28 tháng 6, và tại Úc vào ngày 10 tháng 7 năm 2013. So với nhiều phim Việt khác, Mỹ nhân kế đến với kiều bào ở Mỹ sớm hơn, chỉ ba tháng sau khi phim chiếu trong nước. Trước đây, những bộ phim như Chuyện tình xa xứ, Dòng máu anh hùng hay Để Mai tính phải mất ít nhất sáu tháng hoặc một năm mới có thể đem đi phát hành ở Mỹ.